# Вулиця Василя Іваниса
Ву́лиця Василя Іваниса — вулиця в Деснянському районі міста Києва, житловий масив Лісовий. Пролягає від вулиці Мілютенка до вулиці Кубанської України.

## Історія
Вулиця виникла в середині 1960-х років під назвою Поліграфі́чний прову́лок (від розташованого на її початку НДІ поліграфічної промисловості). Назву на честь Миколи Матеюка (1908—1960) — розвідника партизанського загону під час німецько-радянської війни 1941—1945 років — отримала в 1969 році  В 1949—1960 роках Микола Матеюк працював директором Дарницького шовкового комбінату. У 1957—1960 роках був депутатом Київської міської ради. Закінчив Київський технікум легкої промисловості. Похований в Києві на Байковому кладовищі. 1983 року на фасаді будинку № 2 встановлено анотаційну дошку (бронза, барельєфний портрет; скульптор Борис Довгань, архітектор Флоріан Юр'єв). 
8 лютого 2024 року Київська міська рада перейменувала вулицю на честь українського економіста — Василя Іваниса. 
1982 року з нагоди святкування 1500-річчя Києва на Іваниса, 15 миколаївці облаштували кафе «Миколаїв», а поруч встановили пам'ятний знак «Києву на 1500 років від міста корабелів Миколаєва».

Пам'ятний знак «Києву на 1500 років від міста корабелів Миколаєва»
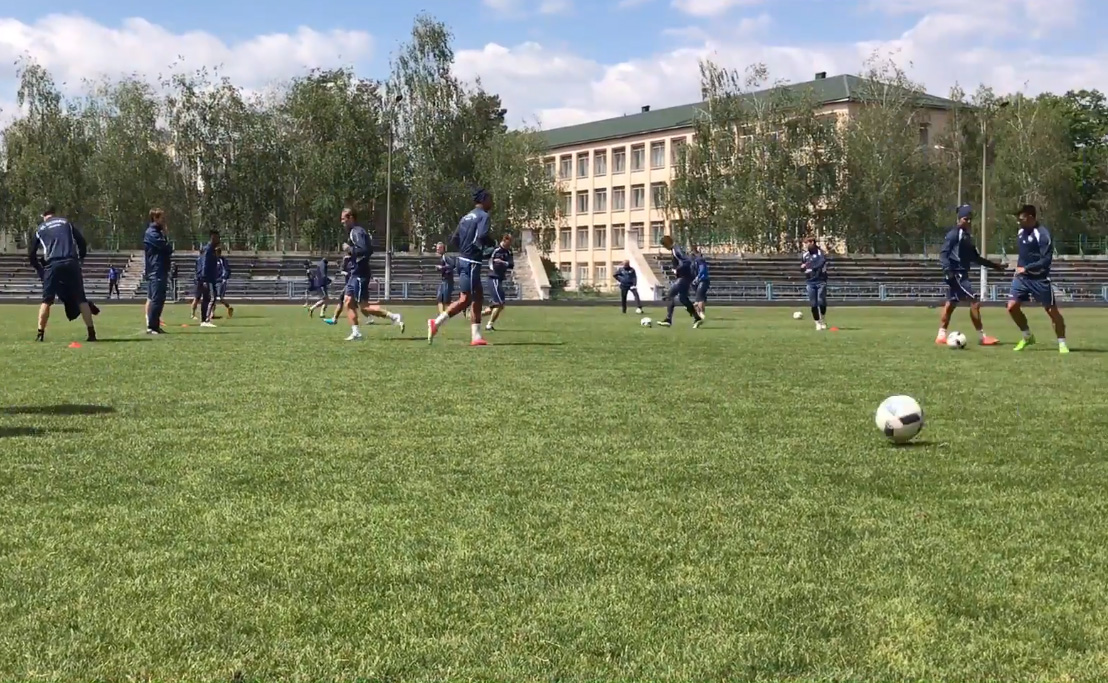
Стадіон Олімпійського коледжу імені Івана Піддубного

## Будівлі

### Нежитлові
- № 2 — Гуртожиток № 3 Київського національного торговельно-економічного університету;
- № 2а — Гуртожиток № 4 Київського національного торговельно-економічного університету;
- № 3 — Поліклінічне відділення № 3 Деснянського району;
- № 3 — Пункт невідкладної медичної допомоги поліклініки № 3 Деснянського району;
- № 4 — Олімпійський коледж імені Івана Піддубного;

### Житлові
| № будинку | серія       | кількість поверхів | дата будівництва |
| --------- | ----------- | ------------------ | ---------------- |
| 5         | 1-480       | 9                  | 1968             |
| 5а        | Т           | 16                 | 2003             |
| 5б        | Т           | 16                 | 2003             |
| 7         | 1-КГ-480-11 | 9                  | 1970             |
| 9         | 1-КГ-480-11 | 9                  | 1970             |
| 11        | 1-480       | 9                  | 1968             |
| 13        | 1-480       | 9                  | 1968             |

Джерело: Сайт КМДА